# 二本松バイパス
二本松バイパス（にほんまつバイパス）は、福島県二本松市にある国道4号のバイパス道路。
この項ではあとから完成した当バイパスの南側に連続して接続する改良区間である杉田拡幅についても述べる。

### 区間

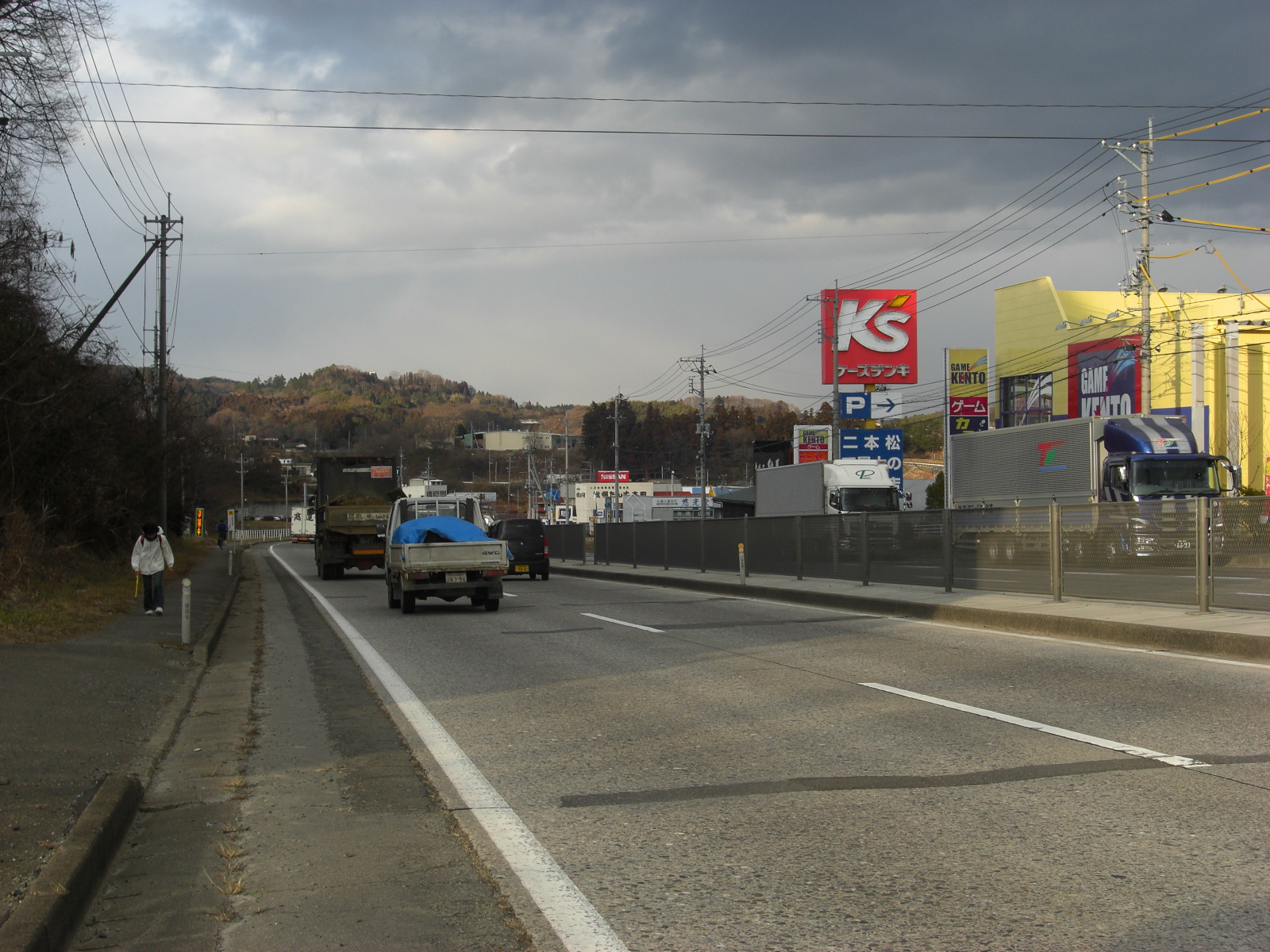
二本松バイパス
（二本松市槻木付近）

## 二本松バイパス

### 路線データ
- 起点：二本松市杉田町3丁目（福島県道355号須賀川二本松線交点）
- 終点：二本松市油井・油井交差点（福島県道114号福島安達線交点）
- 全長 : 6.5km

### この区間の詳細
二本松市街地を迂回するために建設され、1971年に完成した。終点付近は旧道を拡幅した区間で、残り杉田町3丁目～榎戸の区間は新たにバイパスとして建設された。現在の福島県道355号須賀川二本松線の一部区間が旧道にあたる。
旧道接続部はハーフインターチェンジのような構造となっており、国道459号と接続する冠木ミニインターは一般的なオーバーパス、羽石ランプはトランペット型のインターチェンジのような構造と、一部は高規格に作られている。

### 途中交差する道路
- 福島県道355号須賀川二本松線（二本松市杉田3丁目・起点）
- 国道459号（二本松インター・岳温泉方面）（二本松市羽石・羽石ランプ）
- 福島県道129号二本松安達線（二本松市金色久保・二本松市役所入口交差点）
- 国道459号・浪江町方面（二本松市冠木・冠木ミニインター）
- 福島県道355号須賀川二本松線（二本松市榎戸・北向きのハーフインター）
- 福島県道62号原町二本松線（二本松市油井・安達ヶ原入口交差点）

すぐそばに隣接してJR東北本線、阿武隈川が並行するため、これらを跨ぐ安達ヶ橋との高低差の問題で、ループ状の交差点となっており、斜めに市道も接続するため複雑な交差点になっている。
- 福島県道114号福島安達線・国道4号福島南バイパス（二本松市油井・油井交差点）

### 道路施設
北杉田跨道橋
- 全長：23.2m
- 幅員：11.3m×2
- 竣工：1974年 / 1971年（上り / 下り）[1]

杉田町3丁目にて福島県道355号須賀川二本松線（旧国道4号）を渡る。
北杉田跨線橋
- 全長：35.7m
- 幅員：11.1m×2
- 竣工：1971年 / 1974年（上り / 下り）[1]

杉田町3丁目から大平山に至り、JR東北本線を渡る。杉田跨道橋のすぐ仙台方面に隣接する。
羽石川橋
- 全長：27.5m
- 幅員：11.3m×2
- 竣工：1971年 / 1974年（上り / 下り）[1]

東裏から羽石に至り、一級水系阿武隈川水系羽石川を渡る。
三春橋
- 全長：9.9m
- 幅員：11.3m / 11.4m（上り / 下り）
- 竣工：1974年[1]

金色久保、木藤次郎内、向作田にて市道を渡る。当バイパスと市道との直接の接続は無い。
冠木跨道橋
- 全長：16.6m
- 幅員：11.1m×2
- 竣工：1971年 / 1974年（上り / 下り）[1]

冠木から上竹1丁目に至り、国道459号（小浜街道）を渡る。
二本松高架橋

### 沿線
- メガステージ二本松

## 杉田拡幅
杉田拡幅（すぎたかくふく）は、二本松バイパスの南側に接続する国道4号の改良区間。市内住吉の安達郡大玉村境界付近（枡記念病院前）から二本松バイパス起点の市内杉田町3丁目までの1.6kmの区間である。拡幅前は終点部の車線減少部での追突事故の多発や最長2.5kmに及ぶ渋滞の発生、途中かかる長命橋が老朽化していたという問題点があり、1983年に事業着手された。
2000年3月に終点側300mが4車線化され、2002年4月に残り1.3kmが完成した。後に南側で接続する本宮拡幅区間が完成することで、須賀川市～伊達郡桑折町まで一体的な片側2車線の路線が出来上がった。

### 道路施設
長命橋
- 全長：65.5m
- 幅員：14.4m / 11.8m（上り / 下り）
- 竣工：2001年 / 1998年（上り / 下り）[1]

長命から杉田町1丁目に至り、一級水系阿武隈川水系杉田川を渡る。